# Tiptur
Tiptur là một thị xã của quận Tumkur thuộc bang Karnataka, Ấn Độ.

## Địa lý
Tiptur có vị trí 13°16′B 76°29′Đ / 13,26°B 76,48°Đ Nó có độ cao trung bình là 862 mét (2828 feet).

## Nhân khẩu
Theo điều tra dân số năm 2001 của Ấn Độ, Tiptur có dân số 53.043 người. Phái nam chiếm 51% tổng số dân và phái nữ chiếm 49%. Tiptur có tỷ lệ 74% biết đọc biết viết, cao hơn tỷ lệ trung bình toàn quốc là 59,5%: tỷ lệ cho phái nam là 79%, và tỷ lệ cho phái nữ là 69%. Tại Tiptur, 11% dân số nhỏ hơn 6 tuổi.